# Estadio Malvinas Argentinas
Estadio Malvinas Argentinas – stadion piłkarski położony w argentyńskim mieście Mendoza. Spotkania domowe rozgrywa na nim klub Primera División Argentina, Godoy Cruz.

## Historia
Stadion został wybudowany w 1978 roku na Mistrzostwa Świata 1978. Pojemność obiektu wynosi 34 875, jednak nie wszystkie miejsca są siedzące. Na obiekcie zostało rozegranych sześć meczów mundialu w 1978 roku:
Mecze fazy grupowej:
- 3 czerwca:  Holandia 3 : 0 Iran
- 7 czerwca:  Holandia 0 : 0 Peru
- 11 czerwca:  Szkocja 3 : 2 Holandia

Mecze drugiej rundy:
- 14 czerwca:  Brazylia 3 : 0 Peru
- 18 czerwca:  Polska 1 : 0 Peru
- 21 czerwca:  Polska 1 : 3 Brazylia

Stadion jest jednym z ośmiu stadionów Copa América 2011.